# Saint-Aubin-d'Écrosville
Saint-Aubin-d'Écrosville é uma comuna francesa na região administrativa da Normandia, no departamento de Eure. Estende-se por uma área de 14,59 km². Em 2010 a comuna tinha 718 habitantes (densidade: 49,2 hab./km²).